# Agoma
Agoma là một chi bướm đêm thuộc họ Noctuidae.

## Các loài
- Agoma trimenii Felder, 1874